# Niewachlów I

Dzielnice i osiedla Kielc, Niewachlów I ma na mapie nr 4

Niewachlów I – część Kielc włączona w granice miasta w 1979 r.
Do 1954 roku siedziba gminy Niewachlów. Od 1973 wieś należąca do gminy Miedziana Góra. Niewachlów I stanowi przede wszystkim ulica Batalionów Chłopskich, przy której znajdują się głównie domy jednorodzinne oraz kościół pw. Matki Bożej Częstochowskiej.